# Drosera spatulata
Drosera spatulata ist eine fleischfressende Pflanze aus der Gattung Sonnentau (Drosera) und wurde 1904 durch Jacques Julien Houtton de La Billardière zum ersten Mal beschrieben.

## Beschreibung
Eine flache bodenständige Rosette mit einem Durchmesser von etwa 1,5 bis 5 Zentimeter und spatelförmige Blätter zeichnen das Erscheinungsbild dieser fleischfressenden Pflanze aus. Sie ist im Aussehen recht variabel und existiert in verschiedenen Unterarten, so dass sie manchmal falsch bestimmt wird. Die rosafarbene oder weiße Blüte wächst an einem etwa 20 Zentimeter langen Blütenstängel.
Die Chromosomenzahl beträgt 2n = 20, 40 oder 60.

## Verbreitung
Die Pflanze ist weit verbreitet – und zwar von Japan, Korea, Taiwan, Südost-China über Borneo, Papua-Neuguinea und die Philippinen bis nach Südost-Australien, Tasmanien und Neuseeland sowie Mikronesien. Drosera spatulata ist bezüglich des Klimas recht anspruchslos – sie kommt vom gemäßigten Klima über das subtropische bis zum tropischen Klima vor.

## Vermehrung
Einige Formen kommen in Gebieten mit einer kurzen Wachstumsperiode oder wechselhaftem Klima vor. Diese sind genetisch daran angepasst, indem sie relativ schnell wachsen und schon klein blühen. Vom keimenden Samen bis zur ausgewachsenen, blühenden Pflanze vergeht oft nur ein halbes Jahr.

## Systematik
Von den zahlreichen Formen wurden folgende beschrieben und sind allgemein anerkannt:
- Drosera spatulata var. bakoensis A. Fleischm. & Chi.C.Lee: rundliche bis spatelförmige Blätter, kleinere Blütenstände mit weniger Blüten und größeren, blass pinken Kronblättern. Die Pflanzen haben einen Durchmesser von nur 15–20 mm und sind kurzlebig. Sie kommen nur im Nationalpark Bako auf Borneo vor wo sie durch etwa 1050 km vom nächsten Vorkommen der Art getrennt sind.[2]
- Drosera spatulata var. gympiensis R.A.Gibson & I.Snyder: kleine, haarige Blütenstände mit weniger Blüten, aber größeren, dunkel pinken Kronblättern. Sie kommt an der australischen Küste zwischen Gympie und K’gari vor.
- Drosera spatulata var. spatulata: kommt im gesamten Verbreitungsgebiet vor und ist sehr variabel. Im Gebiet von Japan bis Tasmanien kommen Formen mit länglichen, spatelförmigen bis keilförmigen Blättern an kurzen Blattstielen vor, auf Neuseeland sind die Blätter rundlich an langen Blattstielen.
- Drosera × tokaiensis (Komiya & Shibata) T.Nakam. & K.Ueda: kommt in Japan vor und ist eine hexaploide Art hybriden Ursprungs. Die Eltern waren eine tetraploide D. spatulata und eine diploide D. rotundifolia. Es wurden auch triploide F1-Hybriden gefunden. Die Blätter sind rundlicher und größer als bei allen Varietäten mit ähnlicher Blattform. Die Blüten sind pink.

Die taxonomische Einordnung vieler weiterer Formen ist unklar. Man spricht daher auch von einem Drosera spatulata Komplex, zu dem auch die nahe verwandten Arten Drosera oblanceolata, Drosera ultramafica und Drosera neocaledonica gezählt werden. Die Hybride Drosera oblanceolata x spatulata ist um Hongkong, wo beide Arten wachsen weit verbreitet.

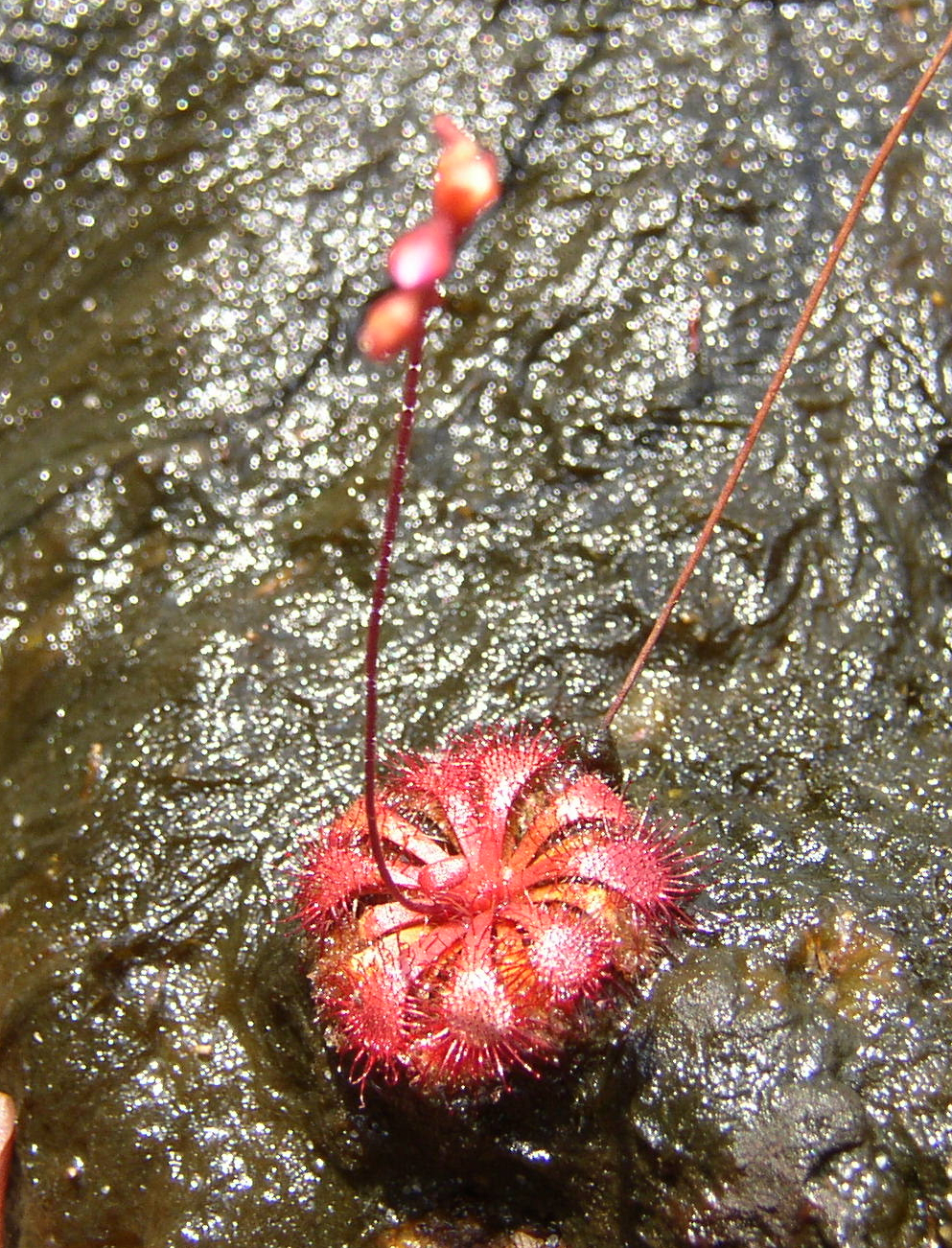
Drosera spatulata var. bakoensis, Sarawak
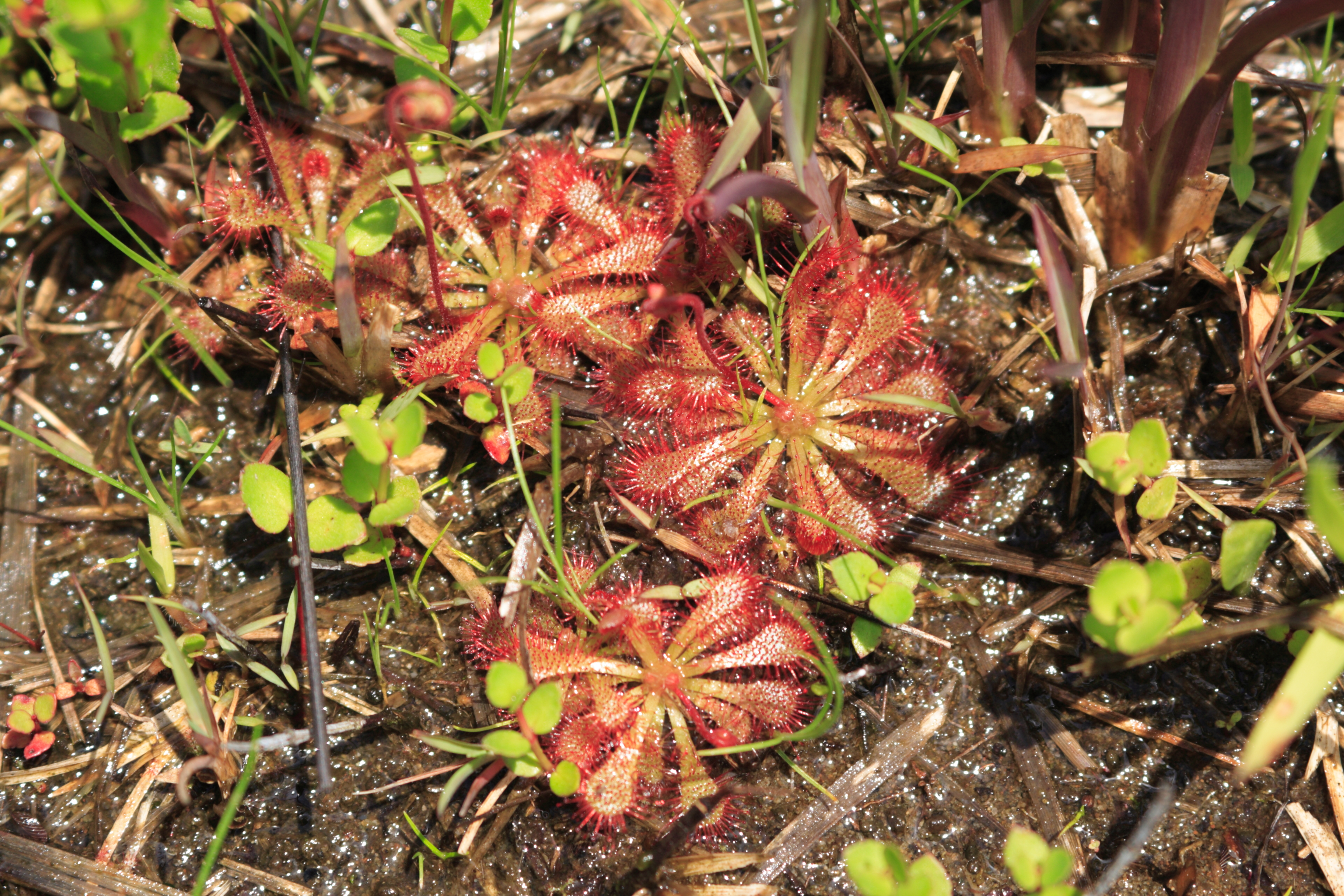
Drosera spatulata in Mutsuzawa, Chiba, Japan
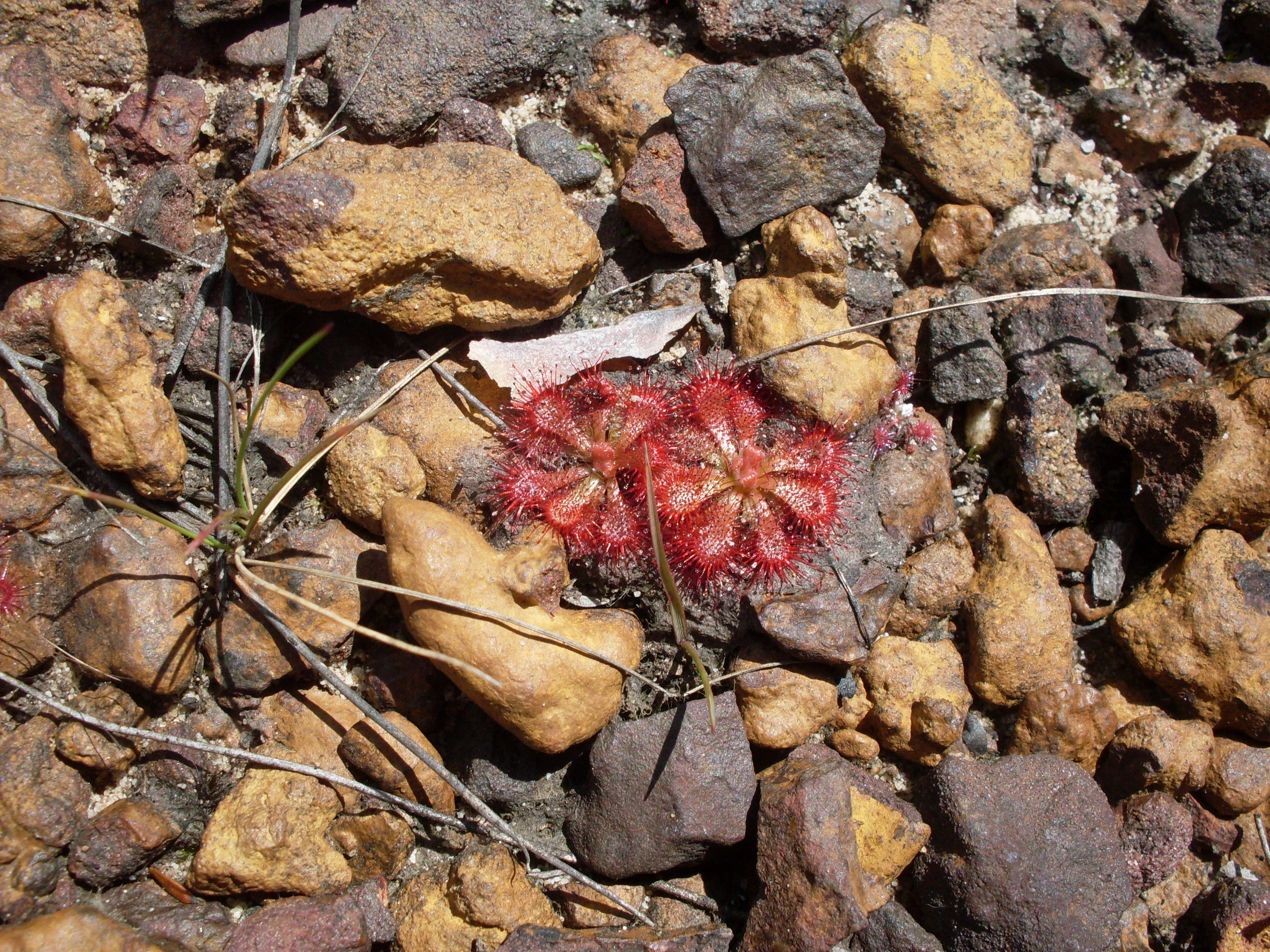
Drosera spatulata. Dharawal Nature Reserve, New South Wales, Australien
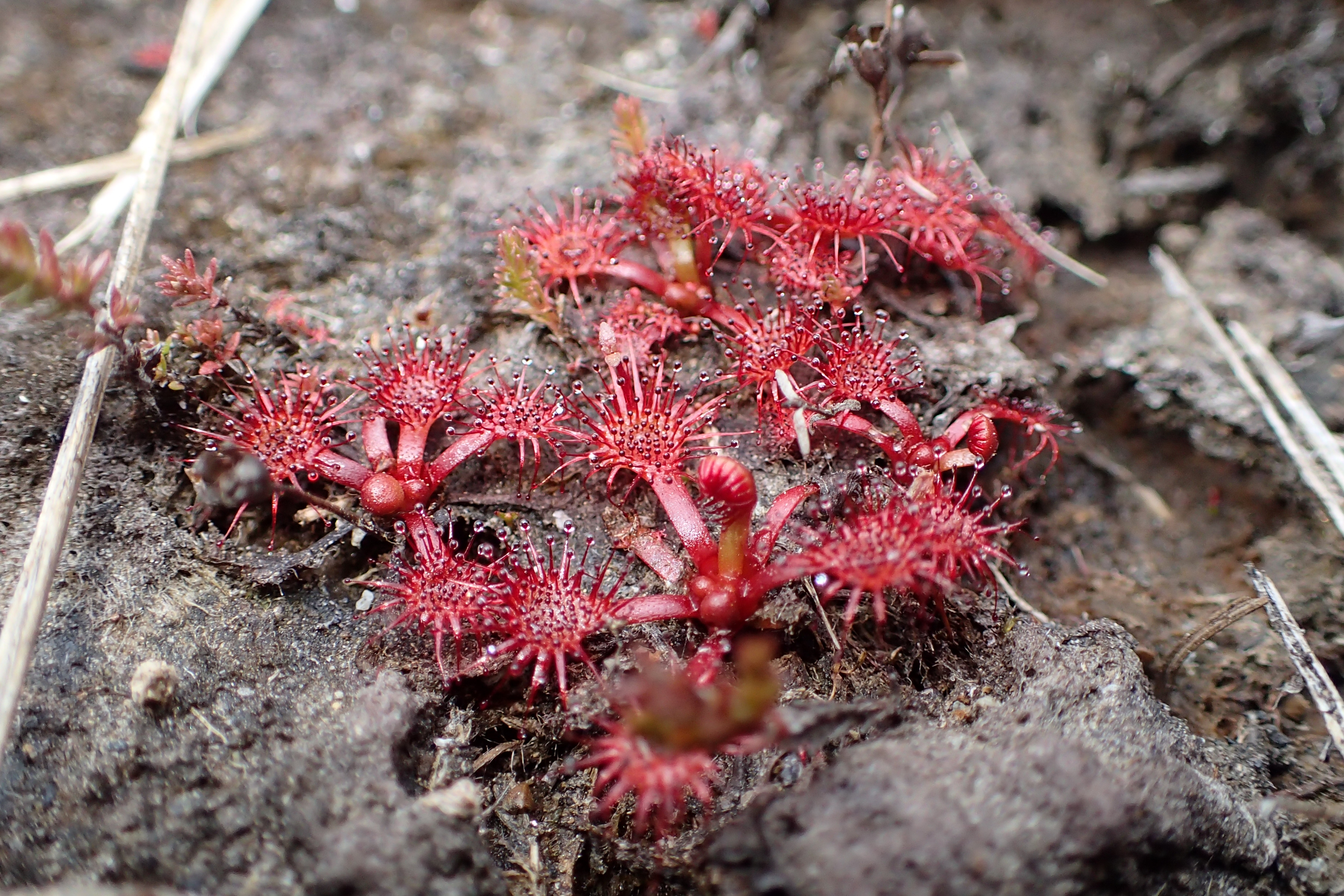
Drosera spatulata in Whakapapa, Waikato (New Zealand)
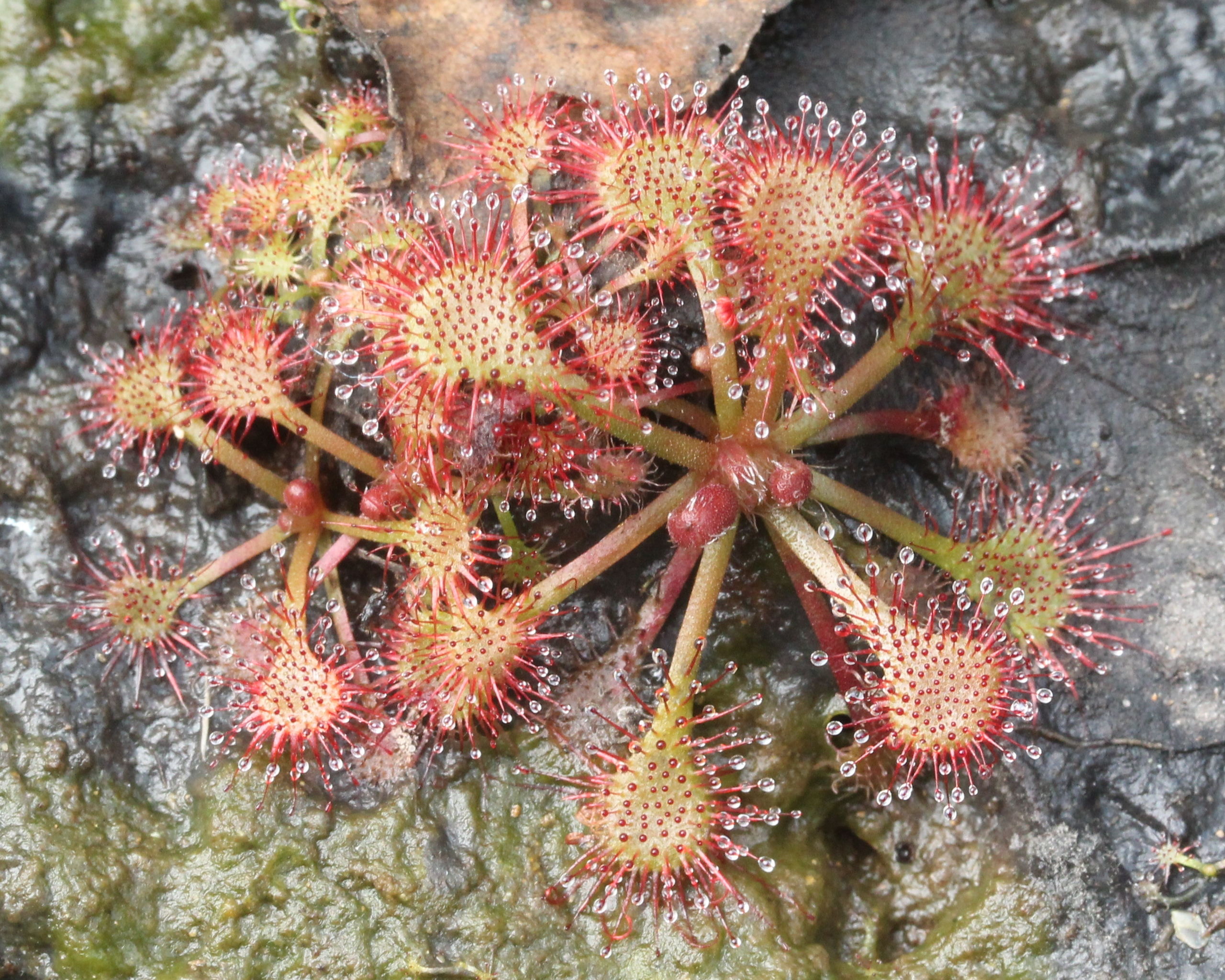
Drosera tokaiensis, Toyohashi, Aichi Präfektur, Japan.